# Кисличе
Кисличе (до 2016 року — Октябрське) — село Донецької міської громади Донецького району Донецької області, Україна. Населення становить 78 осіб. Відстань до міста Моспине становить близько 7 км і проходить автошляхом місцевого значення.

## Населення
За даними перепису 2001 року населення села становило 78 осіб, із них 2,56 % зазначили рідною мову українську, 97,44 % — російську мову.
| Рік                                                   | 1989        | 2001 |
| Населення, осіб                                       | 1071 (1042) | 78   |
| Примітки. 1. Постійне населення. 2. Наявне населення. |             |      |